# Плевенска филхармония
Плевенската филхармония е симфоничен оркестър в Плевен.

## История
Преди основаването на филхармонията в периода от 1890-те до 1949 г. функционира самодеен оркестър при музикалното дружество в града. От 1950 г. преминава към Градския народен съвет.
Създадена е през 1953 г. от Саша Попов. Първоначално се нарича Държавен симфоничен оркестър, а през 1969 г. е преименуван на филхармония. Първият концерт на симфоничния оркестър е на 6 ноември 1953 г. Съпровожда представленията на Плевенската опера.